# استون آپتورپ
استون آپتورپ (به انگلیسی: Aston Upthorpe) یک روستا و محله مدنی در بریتانیا است که در آکسفوردشر جنوبی واقع شده‌است. استون آپتورپ ۴٫۷۴ کیلومتر مربع مساحت و ۱۷۹ نفر جمعیت دارد.